# Gainesville (Nueva York)
Gainesville es un pueblo ubicado en el condado de Wyoming en el estado estadounidense de Nueva York. En el año 2000 tenía una población de 2,333 habitantes y una densidad poblacional de 25 personas por km².

## Geografía
Gainesville se encuentra ubicado en las coordenadas 42°39′51″N 78°6′58″O / 42.66417, -78.11611.

## Demografía
Según la Oficina del Censo en 2000 los ingresos medios por hogar en la localidad eran de $37,188, y los ingresos medios por familia eran $40,833. Los hombres tenían unos ingresos medios de $32,262 frente a los $22,016 para las mujeres. La renta per cápita para la localidad era de $15,139. Alrededor del 8% de la población estaban por debajo del umbral de pobreza.